# Đèo Keng Mạ
Đèo Keng Mạ là đèo trên đường liên xã ở vùng giáp ranh xã Cảnh Tiên và Trung Phúc huyện Trùng Khánh tỉnh Cao Bằng, Việt Nam .

## Đặc điểm
Đèo Keng Mạ trên đường liên xã ở vùng giáp ranh xã Cảnh Tiên và Trung Phúc huyện Trùng Khánh. Đỉnh đèo cách trung tâm hành chính xã Trung Phúc cỡ 1 km hướng đông bắc.
Đường đèo đi trên vùng núi đá vôi, nơi có các hang dạng karst như Ngườm Hoài, Ngườm Mạ .
Gần đó ở cùng huyện có Đèo Khau Liêu 22°45′14″B 106°27′46″Đ / 22,754018°B 106,462862°Đ